# Князев, Всеволод Сергеевич
Все́волод Серге́евич Кня́зев (укр. Всеволод Сергійович Князєв; род. 25 мая 1979, Николаев, Николаевская область, Украинская ССР, СССР) — украинский юрист и судья. Председатель Верховного суда Украины (2021—2023), согласно этой должности являлся также членом Высшего совета правосудия и судьей Большой палаты Верховного суда.
15 мая 2023 года был задержан по подозрению во взятке. 16 мая 2023 года был лишён статуса главы Верховного суда Украины.

## Биография
Родился 25 мая 1979 года в Николаеве. Окончил Николаевский гуманитарный институт Украинский государственный морской технический университет и Одесскую национальную юридическую академию.
Работал юрисконсультом, преподавателем Национального университета кораблестроения имени адмирала Макарова, адвокатом.
В 2013 году был впервые назначен судьёй. С 2015 по 2017 год занимал пост главы Николаевского окружного административного суда. В 2017 году стал судьёй Верховного суда. Входил в состав Кассационного административного суда.
12 декабря 2017 года Всеволод Князев был избран секретарём Большой Палаты Верховного Суда.
22 октября 2021 года Пленум Верховного Суда избрал Князева председателем Верховного суда. Он вступил на должность 1 декабря, сменив Валентину Данишевскую.
15 мая 2023 года был задержан сотрудниками Специализированной антикоррупционной прокуратуры Украины и Национальным антикоррупционным бюро Украины по подозрению в получении взятки в размере 2,7 миллиона долларов США. 16 мая 2023 года Пленум Верховного суда Украины вынес вотум недоверия и лишил Князева статуса председателя Верховного суда.
18 мая 2023 года Высший совет правосудия арестовал до 14 июля экс-главу Верховного суда Всеволода Князева по делу о получении взятки в размере около 3 миллионов долларов, с возможностью внесения залога в 107 миллионов 360 гривен. Подозреваемый взят под стражу в зале суда.
31 мая Высший антикоррупционный суд Украины удовлетворил просьбу защиты и уменьшил альтернативный залог со 107,3 до 75 миллионов гривен.

## Факты
Кандидат юридических наук (2011), доцент (2014), доктор юридических наук, профессор (2021). Автор ряда научных публикаций. Свободно владеет английским, русским и украинским языками.
Жена — Юлия, нотариус. Дети: Владимир и Виктория.